# Büdesheim
Büdesheim é um município alemão, localizado no distrito de Bitburg-Prüm do estado de Renânia-Palatinado.
Büdesheim, membro da associação municipal (Verbandsgemeinde) de Prüm, foi documentado pela primeira vez em 778 e localiza-se a 10 km da cidade de Prüm, sede da Verbandsgemeinde.

## População
Desenvolvimento da população (31 de dezembro):
| - 1815 – 369 - 1835 – 530 - 1871 – 490 - 1905 – 497 - 1939 – 539 - 1950 – 573 | - 1961 – 583 - 1965 – 577 - 1970 – 567 - 1975 – 531 - 1980 – 501 - 1985 – 492 | - 1987 – 526 - 1990 – 573 - 1995 – 606 - 2000 – 662 - 2005 – 622 - 2007 – 598 |

 Fonte: Statistisches Landesamt Rheinland-Pfalz

## Cidadãos notórios
- Klaus-Dietrich Flade (1952—), piloto e ex-cosmonauta